# Sterrhoptilus
Genre
Synonymes
- Stachyris Hodgson, 1844[2]
- Dasycrotapha Tweeddale, 1878[2]
- Stachyridopsis Oates, 1883[2]

Sterrhoptilus est un genre de passereaux de la famille des Zosteropidae. Il est endémique des Philippines,,.

## Liste des espèces
Selon la classification de référence du Congrès ornithologique international (version 8.1, 2018) :
- Sterrhoptilus capitalis (Tweeddale, 1877) — Timalie mitrée, Timalie à couronne rousse, Zostérops de Tweeddale
  - Sterrhoptilus capitalis capitalis (Tweeddale, 1877)
  - Sterrhoptilus capitalis euroaustralis (Parkes, 1988)
  - Sterrhoptilus capitalis isabelae (Parkes, 1963)
- Sterrhoptilus dennistouni (Ogilvie-Grant, 1895) — Timalie à calotte dorée, Timalie à couronne d'or, Zostérops à calotte dorée
- Sterrhoptilus affinis (McGregor, 1907) — Timalie du Calabarzon
- Sterrhoptilus nigrocapitatus (Steere, 1890) — Timalie à calotte noire, Timalie à couronne noire, Zostérops de Steere
  - Sterrhoptilus nigrocapitatus boholensis (Rand & Rabor, 1957)
  - Sterrhoptilus nigrocapitatus nigrocapitatus (Steere, 1890)